# スクロール (編集プロダクション)
株式会社スクロールは、2003年5月に設立された編集プロダクション及び制作会社である。

## 概要
新宿区にある編集プロダクション及び制作会社。ワニブックスで取締役であった池田清美が2003年に設立した。特に写真集のプロデュース、グラビア制作・キャスティングが主な事業である。書籍、DVDの制作を中心にイベント等キャスティングなども行っている。2012年3月より武田久美子らタレントのマネジメント事業も開始した。

## 主な制作物

### 写真集
2006年
- 安めぐみ「MEGUMING」（ワニブックス）
- 小野真弓「ふたり #3」（アスコム）

2007年
- 小野真弓「HISUI」（アスコム）
- 優木まおみ「熱帯夜」（学習研究社）
- 安めぐみ「VENUS」（竹書房）

2008年
- 小倉優子「double fantasy」（ゴマブックス）
- 大島優子（AKB48）「ゆうらりゆうこ」（竹書房）
- 小野真弓「内緒」（ワニブックス）

2009年
- 優木まおみ「風華」（ワニブックス）
- 平野綾「Girl friend」（ワニブックス）
- 小野真弓「LOVE CONTACT」（彩文館）
- 川村ゆきえ「Why？」（ゴマブックス）
- 杉本有美「HEART ♡」（講談社）
- 小野真弓「Veil」（ワニブックス）
- 小倉優子「PRIVACY」（音楽専科社）

2010年
- ほしのあき「A (エース)」（ワニブックス）
- 宇野実彩子（AAA）「UNO」（講談社）
- 安めぐみ「ミラージュ」（ワニブックス）
- 安めぐみ「内緒」（ワニブックス）
- 杉本有美「WISH!」（ワニブックス）
- 小野真弓「29」（ワニブックス）

2011年
- 吉野紗香「Look」（ワニブックス）
- 小倉優子「幸福論」（講談社）
- 小野真弓「Switch」（ワニブックス）
- 飯田里穂「Bula ときめき」（イーネット・フロンティア）
- 安めぐみ「Sweet Dreams」（ワニブックス）
- 伊藤千晃（AAA）「chercher」（講談社）

2012年
- misono「悪い見本〜良い子はマネしないでください」（ワニブックス）
- 紫艶「ろまん」（ワニブックス）
- 水川あさみ「29」（ワニブックス）
- モーニング娘。「アロハロ!モーニング娘。写真集2012」（キッズネット）

2013年
- モーニング娘。「アロハロ!モーニング娘。10期メンバー写真集」（キッズネット）
- Berryz工房「アロハロ!Berryz工房写真集2013」（キッズネット）
- 濱田のり子「memories of NORIKO HAMADA」（竹書房）

2014年
- 長崎真友子「MAYU」（ワニブックス）
- 橋本マナミ「あいのしずく」（ワニブックス）
- おかもとまり「砂時計」（ワニブックス）

2015年
- 伊藤京子「Floral」（ワニブックス）
- 高野人母美「Positive High」（ワニブックス）
- 脊山麻理子「mariko」（ワニブックス）
- 本田美奈子「10年目の「ありがとう」」（朝日新聞出版）
- 中川祐子「素風」（ワニブックス）

### エッセイ、ムック本
- ほしのあき「SNEAKER LOVER」（ゴマブックス）
- 朝青龍「横綱」（ゴマブックス）
- 平野綾「Ayafile 1st Live 2008」（スペースクラフト）
- 松下奈緒「Laugh&Leilani」（ワニブックス）
- 熊田曜子「10日で－3kg 愛されダイエット」（廣済堂あかつき）
- 安めぐみ「まるでいこう」（講談社）
- 平野綾「´08-´10 Aya」（主婦の友社）
- 平野綾「Aya FILE.2〜All Off Shot Album〜」（スペースクラフト）
- 南明奈「自由行動」（ワニブックス）
- 平野綾「綾本」（双葉社）
- 杉浦太陽「杉浦太陽のまいにち！ベジごはん」（角川書店）
- 武田久美子「KUMIKO BIBLE」（角川書店）
- 伊藤綾子「みんなの知ってる伊藤さん、みんなの知らない綾子さん。」（ワニブックス）

### DVD
2007年
- 優木まおみ「熱帯夜」（学習研究社）
- 安めぐみ「VENUS」（竹書房）
- 南明奈「最強少女」（学習研究社）

2008年
- ほしのあき「SNEAKER LOVER」（ゴマブックス）
- 時東ぁみ「ドキドキ、トキメキ」（竹書房）
- 時東ぁみ「しっとり、まったり」（竹書房）
- 川崎希（AKB48）「ノゾフィス」（竹書房）
- AKINA「Trip Hop」（学習研究社）
- 小倉優子「first fantasy」（ゴマブックス）
- 大島優子（AKB48）「ゆうらりゆうこ」（竹書房）
- 小野真弓「LOVE SIGN」（ワニブックス）

2009年
- 駒谷仁美（AKB48）「AKB48 Graduation」（彩文館）
- 駒谷仁美（AKB48）「ひいちゃんのリボン」（竹書房）
- 小野真弓「malolo マロロ」（竹書房）
- 小野恵令奈（AKB48）「キラキラ ONO ERENA TV」（竹書房）

2010年
- 小野真弓「essence (エッセンス)」（ワニブックス）
- おかもとまり「からふる」（竹書房）
- 小倉優子「恋星」（エアーコントロール）
- 杉本有美「WONDERLAND」（竹書房）

2011年
- 小野真弓「I WISH」（竹書房）
- 吉野紗香「Look up」（ワニブックス）
- 美木良介「ロングブレスダイエット〜美木良介式呼吸しっかり2分間ダイエット!〜」（スクロール）

2012年
- 野呂佳代「打ち上がったマーメイド」（竹書房）
- 武田久美子「Body Squeeze Exercise」（スクロール）
- 武田久美子「武田久美子裏ワザ3分メイク術〜ナチュラルからゴージャスまで初公開〜」（スクロール）
- 源氏物語（ドワンゴ／（スクロール）

2014年
- 長崎真友子「M」（ワニブックス）
- 大谷みつほ「BABY BLUE」（竹書房）
- おかもとまり「おとなちっく」（竹書房）
- 橋本マナミ「浪漫」（ワニブックス）
- 道端ジェシカ「JESSICA YOGA IN HAWAI’I」（ポニーキャニオン）
- おかもとまり「あいどるちゅう」（イーネット・フロンティア）

2015年
- おかもとまり「近距離彼女」（ワニブックス）
- 伊藤京子「晴れのち晴れ」（ワニブックス）
- 久松郁実「19 (いく)」（リバプール）
- 脊山麻理子「永遠の青春白書35夏」（イーネット・フロンティア）
- 木内美穂「大胆不敵」（イーネット・フロンティア）

### その他
- 平野綾2011年度カレンダー
- 水川あさみ2011年度カレンダー
- 武田航平2012年度・2013年度カレンダー
- 大東駿介2013年度カレンダー

- 日本音楽事業者協会webマガジン制作

## 所属・業務提携
- 武田久美子（女優、タレント）
- 丸田佳奈（産婦人科医、モデル、タレント）
- 夢乃（モデル）
- 野川慧（俳優）
- 北原千香子（心理カウンセラー）
- 中村昇（写真家）
- 七菜乃（特殊モデル、女体愛好家）
- 大塚咲（写真家、画家、モデル）